# Élections sénatoriales de 2020 en Alaska
Les élections sénatoriales de 2020 en Alaska ont lieu le 3 novembre 2020 afin d'élire 11 des 20 membres du Sénat de l'État américain d'Alaska.

## Système électoral
Le Sénat de l'Alaska est la chambre haute de son parlement bicaméral. Il est composé de 20 sièges pourvus pour quatre ans mais renouvelés par moitié tous les deux ans au scrutin uninominal majoritaire à un tour dans autant de circonscriptions que de sièges à pourvoir.
En 2020 cependant, onze sièges sont à pourvoir du fait d'une élection anticipée organisée dans le district M à la suite du décès du sénateur Chris Birch.

## Résultats
|        |                        |         |       |             |        |        |             |               |  |  |  |  |  |  |
| Partis | Partis                 | Voix    | %     | Sièges      | Sièges | Sièges | Sièges      | Sièges        |  |  |  |  |  |  |
| Partis | Partis                 | Voix    | %     | Total avant | En jeu | Élus   | Total après | +/-           |  |  |  |  |  |  |
|        | Parti républicain      | 104 467 | 57,84 | 13          | 8      | 8      | 13          | en stagnation |  |  |  |  |  |  |
|        | Parti démocrate        | 39 447  | 21,84 | 7           | 3      | 3      | 7           | en stagnation |  |  |  |  |  |  |
|        | Indépendant            | 26 286  | 14,55 | 0           | 0      | 0      | 0           | en stagnation |  |  |  |  |  |  |
|        | Indépendance alaskaine | 6 753   | 3,74  | 0           | 0      | 0      | 0           | en stagnation |  |  |  |  |  |  |
|        | Parti libertarien (L)  | 998     | 0,55  | 0           | 0      | 0      | 0           | en stagnation |  |  |  |  |  |  |
|        | Write-ins              | 2 650   | 1,47  | 0           | 0      | 0      | 0           | en stagnation |  |  |  |  |  |  |
|        |                        |         |       |             |        |        |             |               |  |  |  |  |  |  |
| Total  | Total                  | 180 601 | 100   | 20          | 11     | 11     | 20          | en stagnation |  |  |  |  |  |  |